# NBA 1967/68
NBA 1967/68 was het 22e seizoen van de NBA. Het begon op 13 oktober 1967 en eindigde op 2 mei 1968, toen Boston Celtics de zesde wedstrijd van de NBA Finale met 124-109 won en daarmee op 4-2 kwam in de serie tegen verliezend finalist LA Lakers. Wilt Chamberlain van Philadelphia werd (voor de vierde keer) verkozen tot NBA Most Valuable Player. Het was de zesde keer dat de Lakers en de Celtics elkaar troffen in de NBA-finale en ook de zesde keer dat de Celtics de onderlinge confrontatie wonnen.
De NBA breidde in het seizoen 1967/68 uit van tien naar twaalf teams. Dat betekende de oprichting van Seattle SuperSonics en San Diego Rockets. Het was het eerste seizoen waarin onder anderen Walt Frazier, Phil Jackson en Pat Riley actief waren. De NBA moest vanaf dit seizoen concurreren met de American Basketball Association.

## Eindstand regulier seizoen
| Eastern Conference | W  | V  |
| ------------------ | -- | -- |
| Philadelphia 76ers | 62 | 20 |
| Boston Celtics     | 54 | 28 |
| New York Knicks    | 43 | 39 |
| Detroit Pistons    | 40 | 42 |
| Cincinnati Royals  | 39 | 43 |
| Baltimore Bullets  | 36 | 46 |

| Western Conference     | W  | V  |
| ---------------------- | -- | -- |
| St. Louis Hawks        | 56 | 26 |
| LA Lakers              | 52 | 30 |
| San Francisco Warriors | 43 | 39 |
| Chicago Bulls          | 29 | 53 |
| Seattle SuperSonics    | 23 | 59 |
| San Diego Rockets      | 15 | 67 |

## Playoffs
|  | Division Semifinals    | Division Semifinals |                        |   | Division Finals | Division Finals |  |  | NBA Finals | NBA Finals |
|  |                        |                     |                        |   |                 |                 |  |  |            |            |
|  |                        |                     |                        |   |                 |                 |  |  |            |            |
|  |                        |                     |                        |   |                 |                 |  |  |            |            |
|  |                        |                     |                        |   |                 |                 |  |  |            |            |
|  | Philadelphia 76ers     | 4                   |                        |   |                 |                 |  |  |            |            |
|  | Philadelphia 76ers     | 4                   |                        |   |                 |                 |  |  |            |            |
|  | New York Knicks        | 2                   |                        |   |                 |                 |  |  |            |            |
|  | New York Knicks        | 2                   | Philadelphia 76ers     | 3 |                 |                 |  |  |            |            |
|  |                        |                     | Philadelphia 76ers     | 3 |                 |                 |  |  |            |            |
|  |                        | Boston Celtics      | 4                      |   |                 |                 |  |  |            |            |
|  | Detroit Pistons        | Boston Celtics      | 4                      | 2 |                 |                 |  |  |            |            |
|  | Detroit Pistons        |                     |                        | 2 |                 |                 |  |  |            |            |
|  | Boston Celtics         | 4                   |                        |   |                 |                 |  |  |            |            |
|  | Boston Celtics         | 4                   | Boston Celtics         | 4 |                 |                 |  |  |            |            |
|  |                        |                     | Boston Celtics         | 4 |                 |                 |  |  |            |            |
|  |                        | LA Lakers           | 2                      |   |                 |                 |  |  |            |            |
|  | St. Louis Hawks        | LA Lakers           | 2                      | 2 |                 |                 |  |  |            |            |
|  | St. Louis Hawks        |                     |                        | 2 |                 |                 |  |  |            |            |
|  | San Francisco Warriors | 4                   |                        |   |                 |                 |  |  |            |            |
|  | San Francisco Warriors | 4                   | San Francisco Warriors | 0 |                 |                 |  |  |            |            |
|  |                        |                     | San Francisco Warriors | 0 |                 |                 |  |  |            |            |
|  |                        | LA Lakers           | 4                      |   |                 |                 |  |  |            |            |
|  | Chicago Bulls          | LA Lakers           | 4                      | 1 |                 |                 |  |  |            |            |
|  | Chicago Bulls          |                     |                        | 1 |                 |                 |  |  |            |            |
|  | LA Lakers              | 4                   |                        |   |                 |                 |  |  |            |            |
|  | LA Lakers              | 4                   |                        |   |                 |                 |  |  |            |            |

## Beste statistieken
- Meeste punten: Dave Bing (Detroit Pistons)
- Meeste rebounds: Wilt Chamberlain (Philadelphia 76ers)
- Meeste assists: Wilt Chamberlain (Philadelphia 76ers)
- Hoogste percentage veldscores: Wilt Chamberlain (Philadelphia 76ers)
- Hoogste percentage vrije worpen: Oscar Robertson (Cincinnati Royals)

1950 · 1951 · 1952 · 1953 · 1954 · 1955 · 1956 · 1957 · 1958 · 1959 · 
1960 · 1961 · 1962 · 1963 · 1964 · 1965 · 1966 · 1967 · 1968 · 1969 · 
1970 · 1971 · 1972 · 1973 · 1974 · 1975 · 1976 · 1977 · 1978 · 1979 · 
1980 · 1981 · 1982 · 1983 · 1984 · 1985 · 1986 · 1987 · 1988 · 1989 · 
1990 · 1991 · 1992 · 1993 · 1994 · 1995 · 1996 · 1997 · 1998 · 1999 · 
2000 · 2001 · 2002 · 2003 · 2004 · 2005 · 2006 · 2007 · 2008 · 2009 · 
2010 · 2011 · 2012 · 2013 · 2014 · 2015 · 2016 · 2017 · 2018 · 2019 · 
2020 · 2021 · 2022 · 2023 · 2024